# Shamshad Begum
Shamshad Begum (Amritsar, Punjab, India, 14 de abril de 1919 - Bombay, India, 23 de abril de 2013) fue una intérprete india que resultó ser una de las primeras cantantes de reproducción en la industria del cine hindi.
Algún tiempo atrás, estalló una controversia en los medios de comunicación, cuando varias publicaciones dieron la falsa noticia de su muerte, antes de que se aclarara que la Shamshad Begum que murió en 1998 fue la abuela de Saira Banu (esposa de Dilip Kumar) con el mismo nombre. La cantante ha estado viviendo con su hija Usha Ratra y su yerno en Mumbai, desde que su marido Ganpat Lal Batto murió en 1955. Recientemente, ella celebró su cumpleaños número 89 en la casa de su hermana mayor, y ahora ella se queda en - Hiranandani Gardens, Powai, Mumbai. Se le concedió el Padma Bhushan en 2009.